# جمعیت زنان جمهوری اسلامی ایران
جمعیت زنان جمهوری اسلامی ایران، تشکّلی فرهنگی-سیاسی است که با حضور جمعی از زنان در بعد از انقلاب شکل گرفت.
این جمعیت در سال ۱۳۶۵، با حضور جمعی از زنان که پیش و پس از انقلاب در فعالیت‌های سیاسی-اجتماعی شرکت داشتند به‌طور رسمی تأسیس شد و کار خود را آغاز کرد. این تشکّل در ۱۲ تیر ۱۳۶۸ به‌عنوان اوّلین تشکّل سیاسی از وزارت کشور اجازهٔ فعّالیّت گرفت. بیشتر اعضای این جمعیت تحصیل‌کرده یا دارای مناصب دولتی و دانشگاهی هستند.
اعضای مؤسس آن عبارتند از: زهرا مصطفوی، مرضیه حدیدچی(دباغ)، ربابه رفیعی طاری(فیاض بخش)، فاطمه ایران‌منش، صدیقه مقدسی، قدسیه فیروزان، سهیلا جلودارزاده و فاطمه طباطبایی(همسر احمد خمینی).